# Polyommatus interjectus
Polyommatus interjectus is een vlinder uit de familie van de Lycaenidae. De wetenschappelijke naam van de soort is voor het eerst gepubliceerd in 1960 door Hubert de Lesse.
De soort komt voor in Turkije.